# Lógica livre
Uma lógica livre é uma lógica com menos pressuposições existenciais do que a lógica clássica. Lógicas livres permitem termos que não denotam qualquer objeto. Lógicas livres também permitem modelos (estruturas) que tem um domínio vazio. Uma lógica livre com a última propriedade é uma lógica inclusiva.

## Explicação
Na lógica clássica , existem teoremas que claramente pressupõem que há algo no universo de discurso (i.e. o domínio). Considere os seguintes teoremas válidos classicamente.
1. {\displaystyle \forall {x}A\rightarrow \exists {xA}}
2. {\displaystyle \forall {x}A\rightarrow {A}({r/x})} (onde r não está livre para x em A e A(r/x) é o resultado da substituição de todas ocorrências livres de x em A por r)
3. {\displaystyle {Ar}\rightarrow \exists {xAx}} (onde r não está livre para x em A)
Um esquema válido na teoria da igualdade, que apresenta a mesma característica é
4. {\displaystyle \forall {x}({Fx}\rightarrow {Gx})\land \exists {xFx}\rightarrow \exists {x}({Fx}\land {Gx})}
Informalmente, se F é a relação "igual a y" (= y), G é "é Pégaso" e substituímos "Pégaso" por y, então (4) parece permitir inferir a partir de "tudo idêntico a Pégaso é Pégaso" que algo é idêntico a Pégaso. O problema aparece ao substituir constantes sem designação por variáveis: na verdade, não podemos fazer isso em formulações padrão da lógica de primeira ordem, uma vez que não há constantes sem designação. Classicamente, ∃x(x=y) é dedutível a partir do axioma da igualdade y=y por particularização (i.e. (3) acima).
Na lógica livre, (1) é substituído por
1b. {\displaystyle \forall {xA}\land {E!t}\rightarrow \exists {xA}}, onde E! é um predicado de existência (em algumas, mas não todas, formulações da lógica livre, o E!t pode ser definido como ∃y(y=t))
Modificações semelhantes são feitas para outros teoremas com importação do existencial (por exemplo, a Regra de Particularização torna-se (Ar → (E!r → ∃xAx)).
Axiomas da lógica livre são dadas em Hintikka (1959), Lambert (1967), Hailperin (1957), e Mendelsohn (1989).

## Interpretação
Karel Lambert escreveu em 1967: "Na verdade, pode-se considerar a lógica livre... literalmente como uma teoria sobre a existência singular, no sentido de que estabelece um número mínimo de condições para este conceito". A questão a que diz respeito o resto do seu trabalho foi uma descrição da teoria e indagar se ela dá uma condição necessária e suficiente para a sentenças existenciais.
Lambert nota a ironia em que Willard Van Orman Quine vigorosamente defendeu uma forma de lógica que só acomoda sua famosa máxima, "ser é ser o valor de uma variável" quando a lógica é complementada com as premissas de Russell da teoria das descrições. Ele critica essa abordagem porque ela põe muita ideologia em uma lógica, que deveria ser filosoficamente neutra. Em vez disso, ele aponta que, não só a lógica livre dá base para o critério de Quine, como prova isso. Isto é feito por força bruta, embora uma vez que ele toma como axiomas {\displaystyle \exists {xFx}\rightarrow (\exists {x}({E!Fx}))} e {\displaystyle {Fy}\rightarrow ({E!y}\rightarrow \exists {xFx})}, que formaliza ordenadamente a máxima de Quine. Assim, Lambert argumenta que para rejeitar a sua construção da lógica livre requer a rejeição da filosofia de Quine, o qual requer algum argumento e também significa que qualquer que seja a lógica desenvolvida, é sempre acompanhada da condição de que você deve rejeitar Quine para aceitar a lógica. Da mesma forma, se Quine for rejeitado, então é preciso rejeitar a lógica livre. Isto corresponde à contribuição que a lógica livre faz a ontologia.
O objetivo da lógica livre, porém, é ter um formalismo que implica nenhuma ontologia em particular, mas que apenas faça uma interpretação de Quine tanto formalmente possível e simples. Uma vantagem disso é que a formalização de teorias sobre existência singular na lógica livre mostra suas implicações para análises fáceis. Lambert toma o exemplo da teoria proposta por Wesley C. Salmon e George Nahknikian, a qual é a de que existir é ser auto-idêntico.